# Mezquita de Rüstem Paşa
La mezquita de Rüstem Paşha (en turco: Rüstem Pasha Camii) es una mezquita otomana localizada en Hasırcılar Çarşısı en el distrito de Eminönü, Estambul, Turquía.

## Historia
La mezquita fue diseñada por el arquitecto imperial Mimar Sinan para el gran visir Damat Rüstem Pasha (marido de una de las hijas de Suleiman el Magnífico, la Sultana Mihrimah). La construcción se inició en 1561 finalizando en 1563.

## Arquitectura

### Exterior
La mezquita fue construida en una terraza elevada sobre un complejo de tiendas cuyos alquileres estaban pensadas para soportar financieramente los gastos de la mezquita. Las escaleras interiores dan paso a un espacioso patio. La mezquita tiene un pórtico doble con cinco estancias rematas con una cúpula sobre los que se proyecta una profunda azotea soportada por una fila de columnas.

### Interior
El interior es famoso por la cantidad y calidad de los azulejos de İznik que representan una gran variedad de motivos florales y geométricos. Estos azulejos no sólo cubren la pared del pórtico sino el mihrab, minbar, las paredes, columnas y en pórtico exterior. Estos azulejos exhiben el uso de un color rojo-tomate característico del período temprano de Iznik (1555-1620), y ninguna otra mezquita en Estambul hace un uso tan pródigo de estos azulejos.
La planta del edificio es básicamente el de un octógono inscrito en un rectángulo. Los restos de la cúpula principal descansa sobre cuatro semi-bóvedas en las diagonales del edificio. Los arcos de la bóveda reposan sobre cuatro pilares octagonales dos en el norte, dos en el sur. Al norte y sur discurren las galerías apoyadas en los pilares y en las pequeñas columnas de mármol que hay entre ellos